# Canal de Split

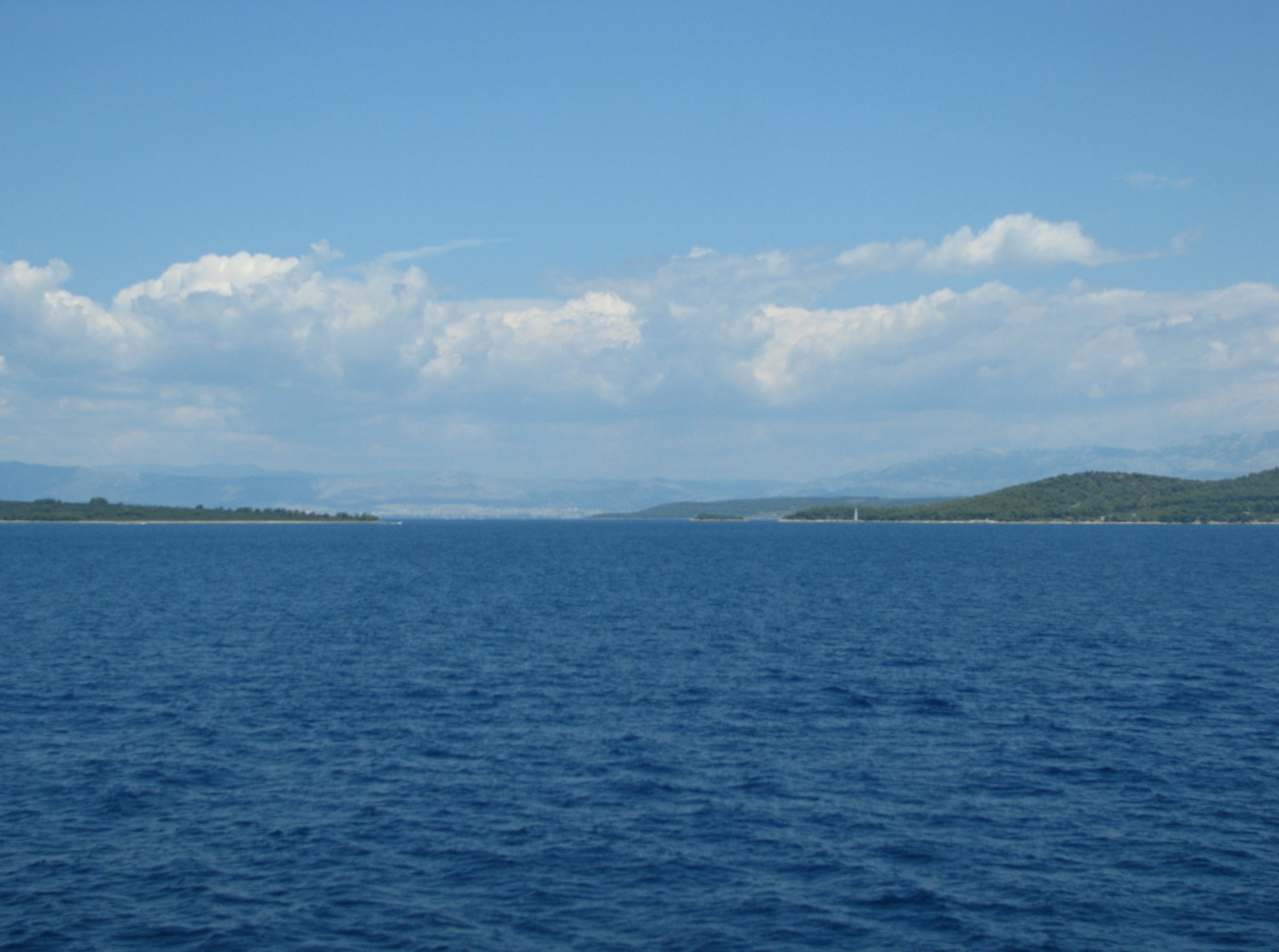
As Portas de Split. Split é visível ao fundo.

O canal de Split (em croata:  Splitski kanal), é um canal no mar Adriático ao largo da costa da Dalmácia e definido pelas costas meridionais da ilha Čiovo, as costas setentrionais da ilha Šolta e as costas ocidentais da ilha Brač. É acessível a mar aberto pelo canal Drvenik ou canal de Šolta a oeste, e pelas Portas de Split (Splitska vrata) entre Šolta e Brač a sul. A leste o canal de Split liga ao canal de Brač. Todas as rotas permitem a navegação a navios do tipo capesize.
O canal de Split e as Portas de Split formam a rota mais direta para águas internacionais até ao Porto de Split.
Do lado de Brač fica a baía de Milna e a aldeia de Milna. Do lado de Šolta não há localidades próximas.